# Barbara Gizanka

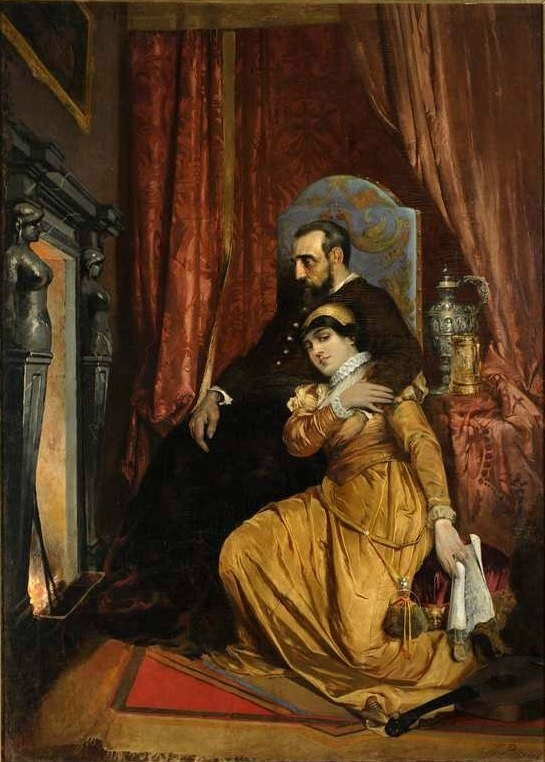
Sigismond Augustus et Barbara Giżanka, représentés par Tadeusz Popiel.

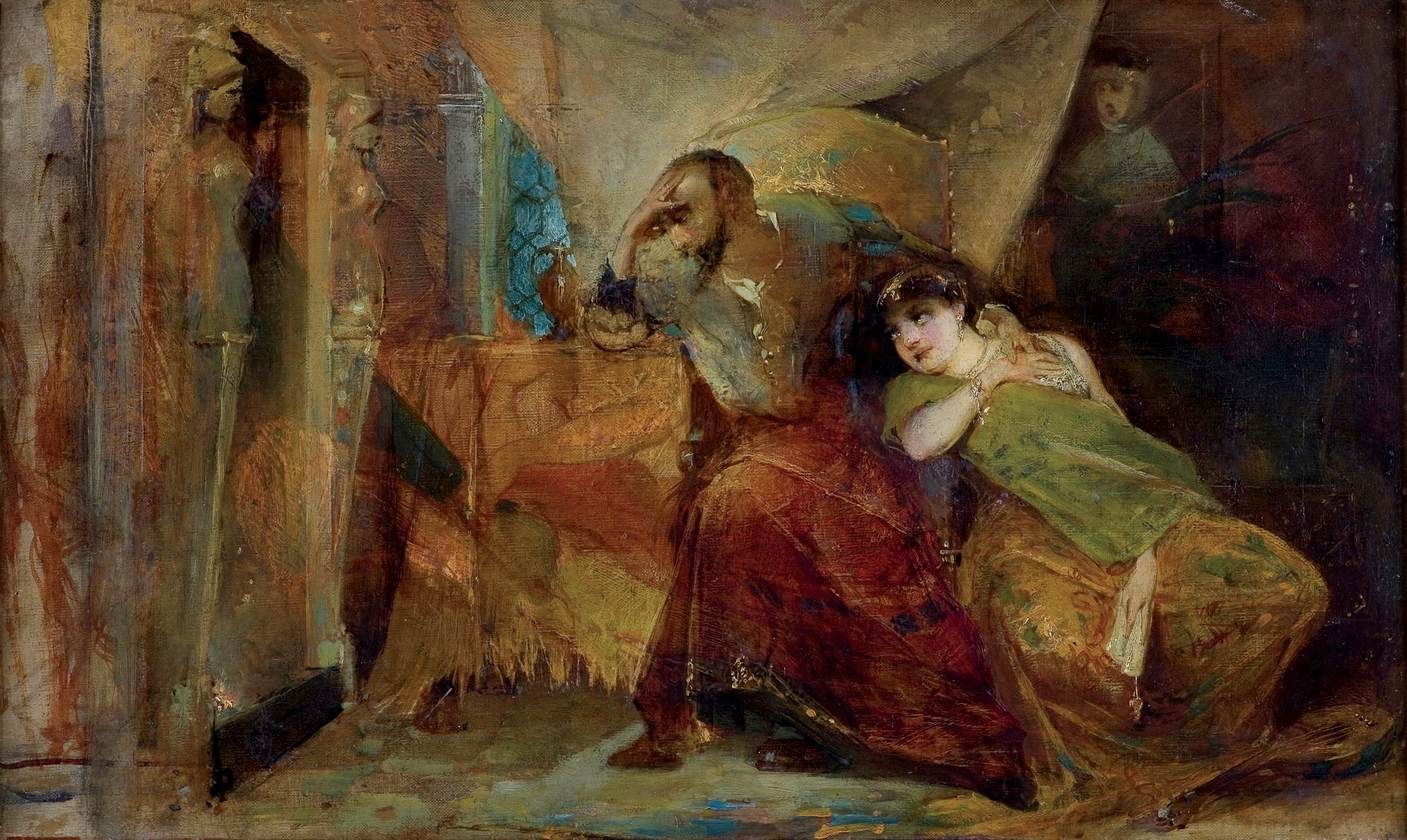
Sigismond Augustus et Barbara Giżanka, Maurycy Gottlieb, huile sur toile, vers 1874.

Barbara Gizanka ou Giżanka est une favorite de Sigismond II Auguste née vers 1550 à Varsovie et morte en mai 1589.

## Biographie
Ses parents sont Jan Giza, bourgeois, marchand et usurier de Varsovie, et Anna.
Selon la tradition, elle naît dans un immeuble au 5 rue Świętojańska. Elle est issue d'une famille patricienne de Varsovie originaire de Franconie. Elle a une sœur mariée à Krzysztof Szawłowski. Elle est élevée dans un couvent de religieuses bernardines à l'extérieur de Varsovie. Elle est accueillie par le valet royal, Mikołaj Mniszech. Ses visites à Gizanka sont facilitées par le marchand juif Egidius. Mniszech rend visite à Barbara déguisé en nonne. Les circonstances dans lesquelles Barbara rencontre le roi ne sont pas connues. Il est probable que les Mniszech profitent de la ressemblance de Gizanka avec la défunte reine Barbara Radziwiłł pour gagner de l'influence sur le roi. Il est très probable que Gizanka rencontre Sigismond à la fin de l'année 1570, mais selon l'enquête menée après la mort du roi, Barbara est amenée au roi le 6 janvier 1571.
Huit mois plus tard, le 8 septembre 1571, elle donne naissance à une fille, Barbara. La noblesse ne croit pas à la paternité du roi, mais Sigismond ne prête pas attention aux voix de la cour qui s'opposent à lui. Après la naissance de sa fille, Barbara devient la compagne inséparable du roi. Cependant, malgré sa relation avec Gizanka, le roi ne met pas fin à sa liaison avec Anna Zajączkowska, qui séjourne à Witów. Le roi offre à Gizanka 20 000 pièces de złoty rouge et lui réserve un palais à Bronów (pl).
Grâce à une faveur de Barbara, le sous-chancelier Franciszek Krasiński (pl) obtient le sacre de l'évêque de Cracovie, tandis que le grand maréchal de la couronne Jan Firlej (pl) reçoit la charge de voïvode de Cracovie. Après la mort de l'épouse du roi, Catherine d'Autriche, des rumeurs circulent selon lesquelles Zygmunt veut épouser Gizanka. En juin 1572, Barbara part avec son amant pour Knyszyn, où Zygmunt meurt le 7 juillet à l'âge de 52 ans.
Avant le 14 juillet 1573, Barbara épouse le prince volhynien Michał Woroniecki. Ils ont six enfants :
- Mikołaj (mort après 1601),
- Stefan (mort après 1614) - prêtre,
- Jakub (mort après 1621),
- Florian Tomasz (né en 1586, mort après le 5 juin 1615) - dominicain de Varsovie,
- Katarzyna (morte après 1592) - épouse de Jakub Pilchowski,
- Anna (morte après 1614) - épouse de Jan Kosiński.